# Josepha Madigan
Josepha Caroline Madigan, née le 21 mai 1970 à Foxrock, est une avocate et femme politique irlandaise appartenant au Fine Gael, secrétaire d'État à l'Éducation spéciale et à l'Inclusion de 2020 à 2024.
De 2017 à 2020, elle est ministre de la Culture, du Patrimoine et de la Gaeltacht.

## Biographie
Madigan est avocate, spécialisée dans les domaines familiaux comme les divorces et séparations ; elle a également écrit des livres spécialisés et un roman, Negligent Behaviour.
Elle est élue en 2016 Teachta Dála, et siège au Dáil Éireann (la chambre basse du parlement irlandais) ; fin 2017, Josepha Madigan devient ministre de la Culture, du Patrimoine et du Gaeltacht.
En 2018, elle est désignée pour mener la campagne du Fine Gael pour le référendum sur l'accès à l'avortement.